# Rakaia sorenseni
Espèce
Rakaia sorenseni est une espèce d'opilions cyphophthalmes de la famille des Pettalidae.

## Distribution
Cette espèce est endémique de la région du Southland en Nouvelle-Zélande. Elle se rencontre vers Orepuki et le lac Monowai.

## Description

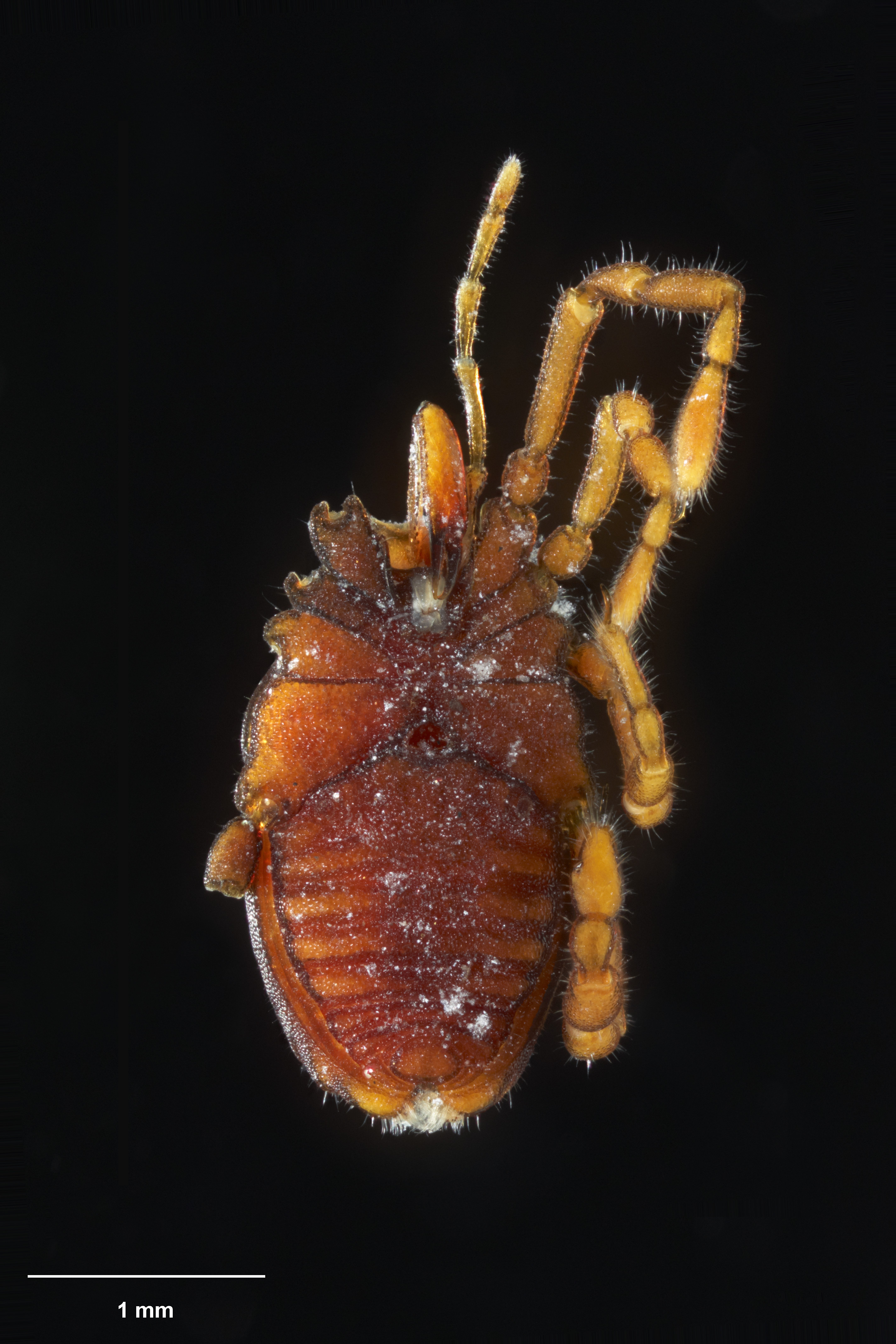
Rakaia sorenseni

Le mâle holotype mesure 2,44 mm et la femelle paratype 2,70 mm.

## Étymologie
Cette espèce est nommée en l'honneur de John H. Sorensen.

## Publication originale
- Forster, 1952 : « Supplement to the Sub-order Cyphophthalmi. » Dominion Museum Records in Entomology, vol. 1, no 9, p. 179–211.